# Hoffmannia wilsonii
Hoffmannia wilsonii är en måreväxtart som beskrevs av Paul Carpenter Standley. Hoffmannia wilsonii ingår i släktet Hoffmannia och familjen måreväxter. Inga underarter finns listade i Catalogue of Life.